# 妮科尔·利文斯通
妮科尔·利文斯通-史蒂文森，AO（英語：Nicole Livingstone-Stevenson，1971年6月24日—），澳大利亚女子游泳运动员。她曾代表澳大利亚参加1988年、1992年和1996年夏季奥林匹克运动会游泳比赛，获得一枚银牌和二枚铜牌。